# Ренійський морський торговельний порт
Ренійський морський порт — порт, розташований на лівому березі річки Дунай. Є важливим транспортним вузлом України, в якому тісно переплітається робота річкового, морського, автомобільного і залізничного транспорту. Навігація відбувається протягом цілого року. Максимальні глибини біля причалів складають 3,5-12 м (в середньому 7,5 м), що дозволяє обробляти будь-які типи вантажів. Відповідно до Закону України «Про морські порти України» функції адміністрації морського порту виконує Ренійська філія державного підприємства Адміністрації морських портів України.

## Історія порту
Селища на території майбутнього міста Рені існували давно. Як і вся територія Бессарабії, місто часто змінювало назву і володаря. У 1612 році турки завоювали місто, перетворивши його на адміністративний центр.
В грудні 1816 року був заснований порт. На початку XX сторіччя, після створення державного Російсько-Дунайського пароплавства, порт почав приймати океанські судна, значно збільшивши свій вантажообіг. Так, напередодні Першої світової війни через порт була вивезена рекордна кількість хлібу (понад 150 тонн). Після приєднання Бессарабії до СРСР порт був переданий Чорноморському пароплавству. 5 листопада 1944 року Ренійський морський торговельний порт почав працювати (після встановлення СРСР контролю над Бессарабією). У радянські часи порт лідирував поміж придунайських портів.

### Російсько-українська війна
У березні 2019 року було оголошено про намір залучення інвесторів для реалізації проекту державно-приватного партнерства зі створення терміналу для прийняття, накопичення, зберігання та бункерування судів зі зрідженим природним газом (СПГ). Проект передбачає будівництво СПГ-терміналу і плавучого причалу для бункерування судів на території «Бази технічного обслуговування» Ренійського морського порту. Реалізація проекту запланована на 2020—2025 роки.
24 лютого 2023 року Кабінет міністрів України погодив кандидатуру Строя Сергія Костянтиновича на посаду директора державного підприємства «Ренійський морський торговельний порт» .
Відігравав важливу роль в рамках Чорноморської зернової ініціативи та після її зриву в липні 2023 року знову зазнав морської блокади а вночі на 24 липня був обстріляний російськими загарбниками.

## Портові потужності

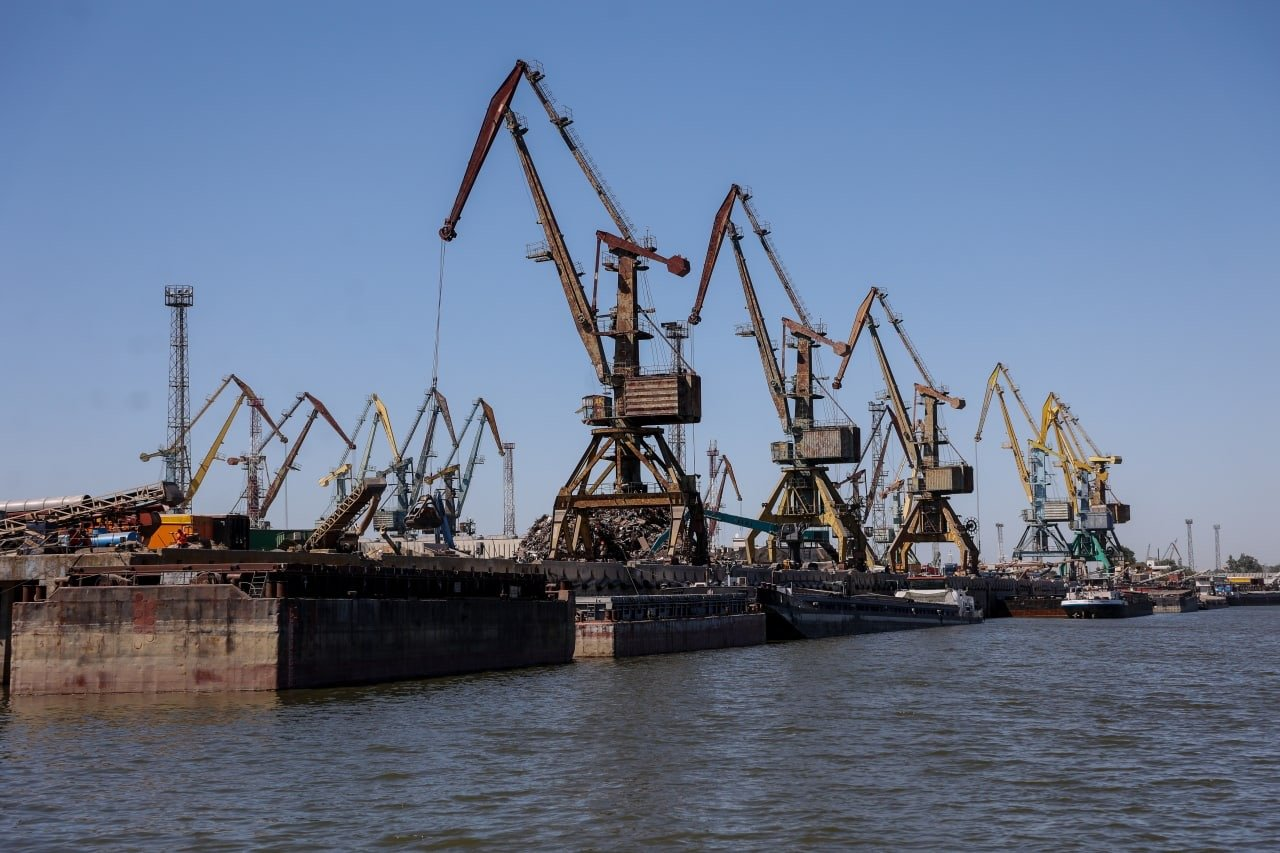
Портові крани
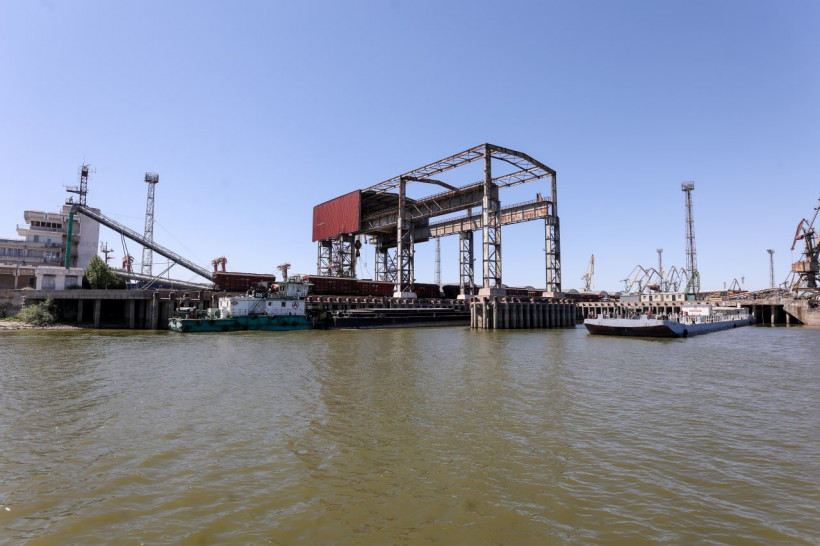
Портові крани
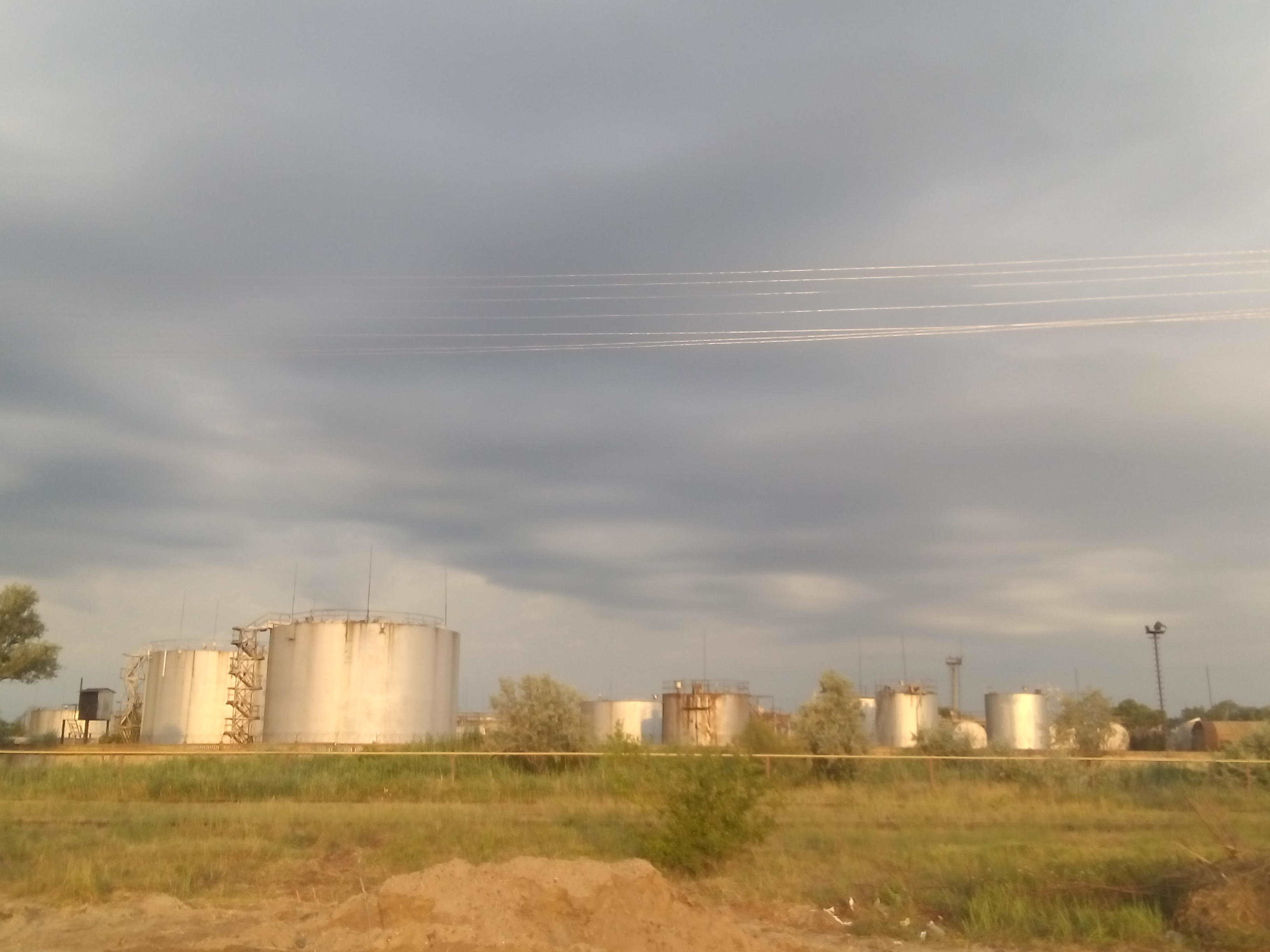
Портові ємності
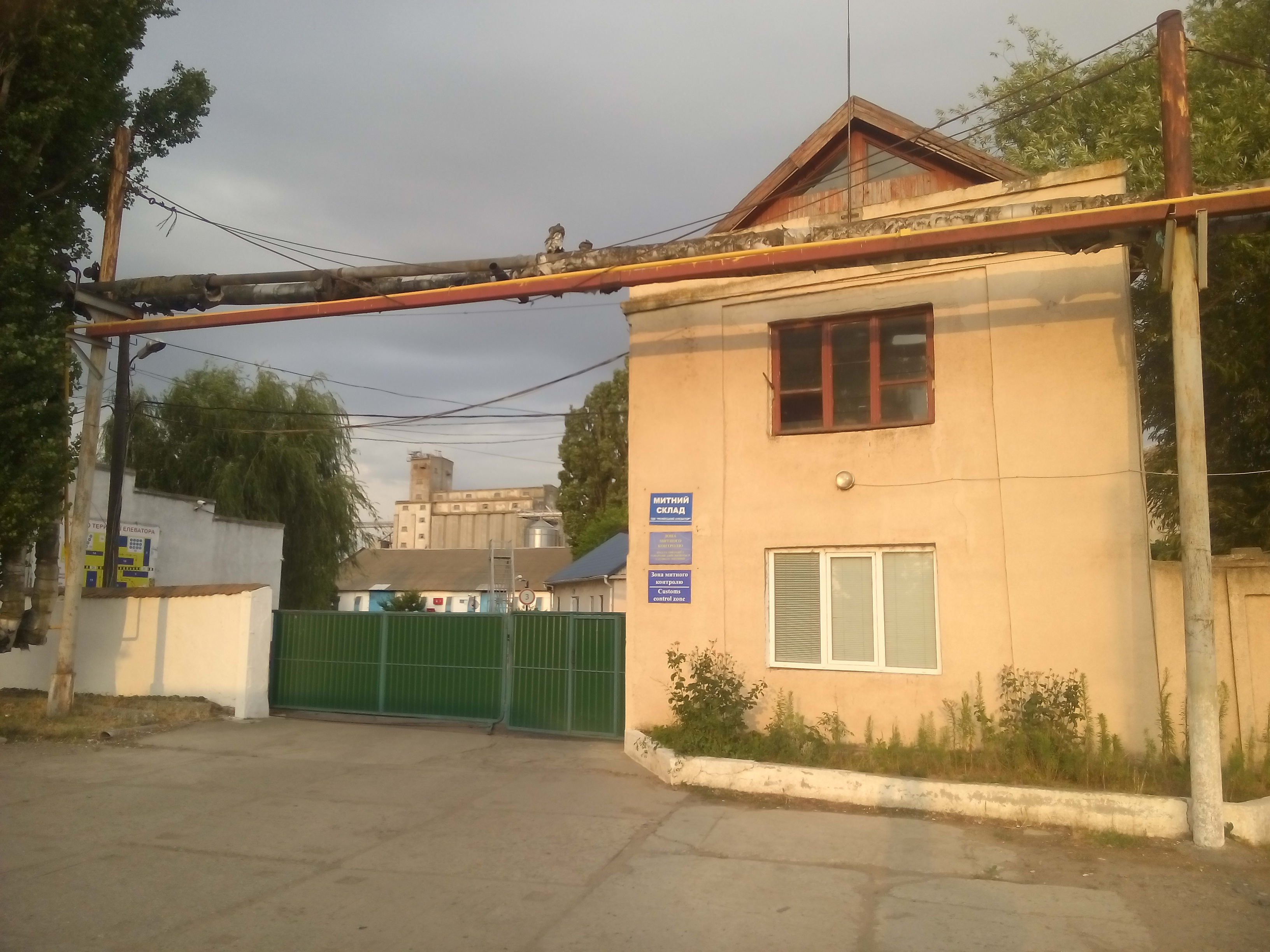
Митний слад
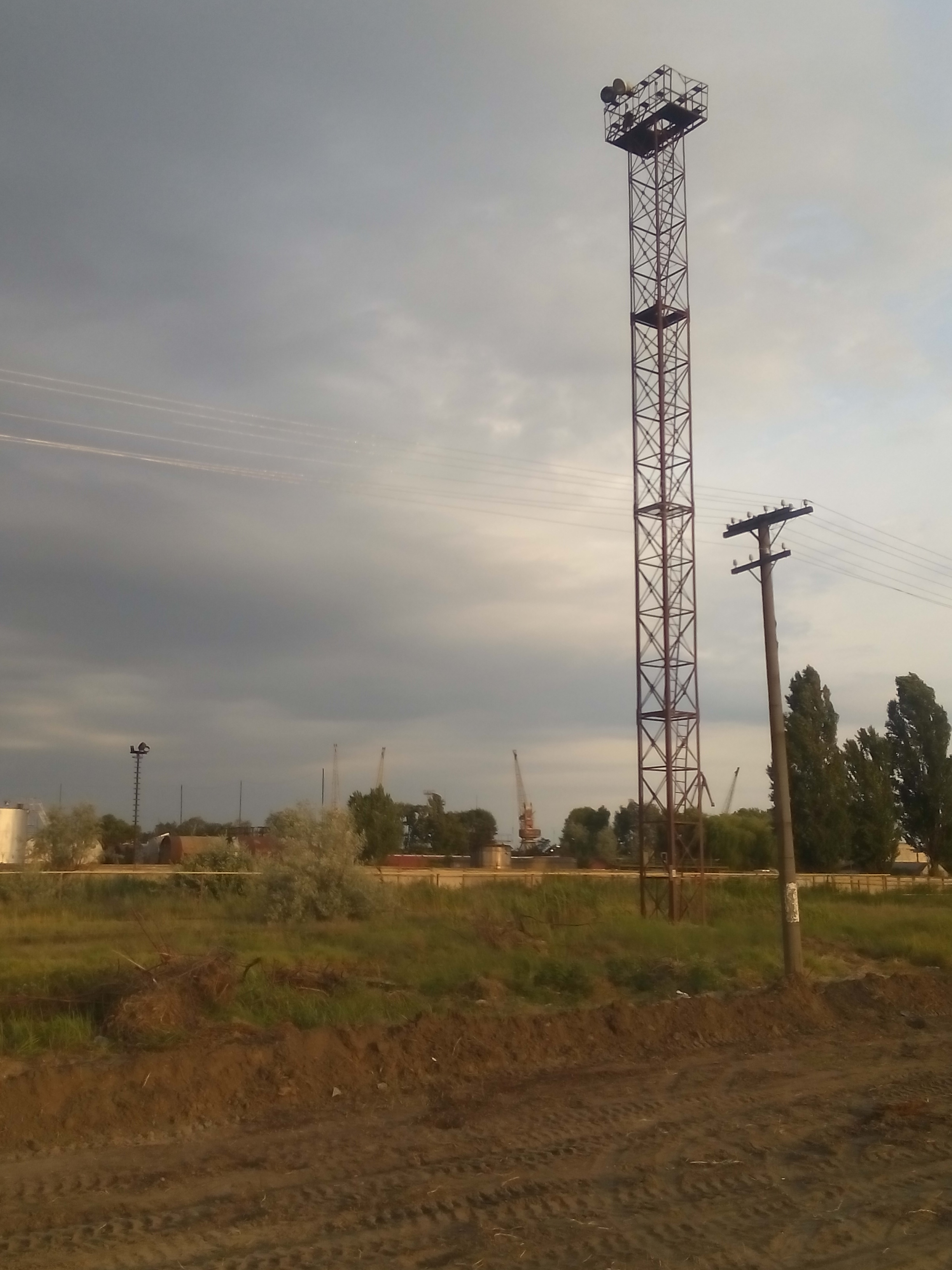
Вишка

Порт складається із 39 спеціалізованих причалів, які здатні обробляти будь-які типи вантажів, що припускаються для перевезення річкою Дунай. У порті також функціонує 2 спеціалізованих причали. Перший причал оснащений краном вантажопідйомністю 250 т і слугує для важковагових і негабаритних вантажів. Довжина причалу складає 125 м, а глибина біля стінки — 3,5 м. Другий причал обробляє судна типу «Ро-Ро», довжиною до 80 м при глибині біля причалу — 3,5 м.
Порт Рені виконує перевалку, зберігання та перевезення великої кількості вантажів. Він складається з трьох вантажних районів, поромного комплексу та нафтоділянки. Має в своєму розпорядженні 39 спеціалізованих причалів для переробки генеральних, наливних, лісових, важковагових, контейнерних, пакетованих вантажів, вантажів навалою, колісної техніки та пасажирських суден. Порт Рені має в розпорядженні портальні крани вантажністю від 5 до 40 тонн, плавучі крани вантажністю від 5 до 100 тонн, мостовий кран, що дозволяє перевантажувати важковагове обладнання вагою одного місця до 250 тонн, авто- та електронавантажувачами вантажністю від 1,5 до 10 тонн, спецтягачами, ролл-трейлерами, зерновим всепогодним пневмоперевантажувачем, вагоновивантажувачами.

## Портовий флот
З метою забезпечення діяльності порту при ньому функціонує портовий флот, що складається з:
- 6 буксирів-штовхачів;
- 2 службово-роз'їздних катера;
- самохідного бункерувальника питних вод;
- збирача лляльних та фекальних вод;
- нафтосміттєзбірника;
- збирача талих вод.

## Спеціальна економічна зона «Рені»
23 березня 2000 року на території Ренійський морський торговельний порт терміном на 30 років створена СЕЗ «Рені» (загальна площа — 94.36 гектари). Метою створення СЕЗ є:
- залучення інвестицій для розвитку виробництва та інфраструктури,
- впровадження сучасних технологій,
- створення нових робочих місць,
- розвиток зовнішньоекономічних зв'язків і підприємництва,
- залучення додаткових вантажопотоків у порт.